# Новоянсаитово
Новоянсаитово (баш. Яңы Йәнсәйет) — деревня в Караидельском районе Республики Башкортостан Российской Федерации. Входит в состав Байкинского сельсовета.

## География

### Географическое положение
Находится на берегу Павловского водохранилища реки Уфы.
Расстояние до:
- районного центра (Караидель): 25 км,
- центра сельсовета (Байки): 22 км,
- ближайшей ж/д станции (Щучье Озеро): 140 км.

## Население
| 2002 | 2009 | 2010 |
| ---- | ---- | ---- |
| 283  | ↗299 | ↘272 |

Национальный состав
Согласно переписи 2002 года, преобладающая национальность — башкиры (90 %).